# San Isidro de El General
San Isidro de El General est un district du Costa Rica au sud de la province de San José, et la capitale du canton de Pérez Zeledón.

## Transports
- Aérodrome de San Isidro de El General